# John Talbut
John Talbut (født 20. oktober 1940 i Oxford, England, død 14. august 2020) var en engelsk fodboldspiller (centerhalf) og senere -træner.
Talbut spillede de første ni år af sin karriere hos Burnley, inden han i 1966 skiftede til West Bromwich Albion. Her var han tilknyttet de følgende fem sæsoner, og var med til at vinde FA Cuppen i 1968 efter finalesejr over Everton. Han sluttede karriere hos KV Mechelen i Belgien, som han efter sit karrierestop også var træner for.

## Titler
FA Cup
- 1968 med West Bromwich Albion